# Les Ponts-de-Martel
Les Ponts-de-Martel ist eine politische Gemeinde des Kantons Neuenburg in der Schweiz.

## Geographie
Les Ponts-de-Martel liegt auf 1009 m ü. M., 16 km westlich der Kantonshauptstadt Neuenburg (Luftlinie). Das Dorf erstreckt sich am Westrand des Hochtals Vallée des Ponts im Neuenburger Jura und am angrenzenden Hang der Antiklinale des Grand Som Martel.
Die Fläche des 18,2 km² grossen Gemeindegebiets umfasst den westlichen Teil des hier topfebenen Vallée des Ponts. Auf der Ebene sind grosse Flächen von Hochmoor erhalten, die als «Tourbière des Ponts-de-Martel» im Bundesinventar der Landschaften und Naturdenkmäler von nationaler Bedeutung (BLN) verzeichnet sind. Vom 18. bis zum 20. Jahrhundert wurde im Gebiet Torf abgebaut.
Die östliche Gemeindegrenze bildet der Bach Le Bied, der am Südrand des Dorfes in einem Versickerungstrichter verschwindet. Nach Westen erstreckt sich der Gemeindeboden auf die Antiklinale, die das Vallée des Ponts vom Vallée de la Brévine trennt. In einem schmalen Zipfel im äussersten Westen reicht das Gebiet über das Tal Combes Dernier bis auf die Höhe Haut des Joux (1275 m ü. M.). Im Norden umfasst Les Ponts-de-Martel den Gipfel des Grand Som Martel, auf dem mit 1337 m ü. M. der höchste Punkt der Gemeinde erreicht wird. Hier befinden sich ausgedehnte Jurahochweiden mit den typischen mächtigen Fichten, die entweder einzeln oder in Gruppen stehen. Von der Gemeindefläche entfielen 1997 6 % auf Siedlungen, 31 % auf Wald und Gehölze, 59 % auf Landwirtschaft und rund 4 % war unproduktives Land.
Zu Les Ponts-de-Martel gehören die Weiler Martel-Dernier (1016 m ü. M.), Le Voisinage (1001 m ü. M.) und Petit Martel (1008 m ü. M.), alle am Westrand des Vallée des Ponts gelegen, sowie weit verstreut über die Jurahöhen zahlreiche Hofsiedlungen und Einzelhöfe. Nachbargemeinden von Les Ponts-de-Martel sind Le Locle, La Chaux-du-Milieu, La Brévine, Val-de-Travers, Brot-Plamboz und La Sagne.

Historisches Luftbild von Werner Friedli von 1964

## Bevölkerung
| Bevölkerungsentwicklung | Bevölkerungsentwicklung |
| Jahr                    | Einwohner               |
| ----------------------- | ----------------------- |
| 1850                    | 1687                    |
| 1870                    | 2189                    |
| 1900                    | 1957                    |
| 1950                    | 1508                    |
| 1960                    | 1429                    |
| 1970                    | 1327                    |
| 1980                    | 1183                    |
| 1990                    | 1192                    |
| 2000                    | 1297                    |

Mit 1229 Einwohnern (Stand 31. Dezember 2023) gehört Les Ponts-de-Martel zu den mittelgrossen Gemeinden des Kantons Neuenburg. Von den Bewohnern sind 93,7 % französischsprachig, 3,6 % deutschsprachig und 0,5 % sprechen Albanisch (Stand 2000). Nach dem Höchststand um 1870 mit rund 2200 Einwohnern hat die Bevölkerung von Les Ponts-de-Martel durch starke Abwanderung bis etwa 1980 um fast 50 % abgenommen; seither ist wieder ein leichter Anstieg zu verzeichnen.

## Politik
Die Stimmenanteile der Parteien anlässlich der Nationalratswahl 2015 betrugen: SVP 29,7 %, SP 29,1 %, FDP 23,1 %, PdA 7,8 %, GPS 4,8 %, CVP 2,6 %, Liste du vote blanc 1,1 %, glp 0,9 %, BDP 0,2 %.

## Wirtschaft

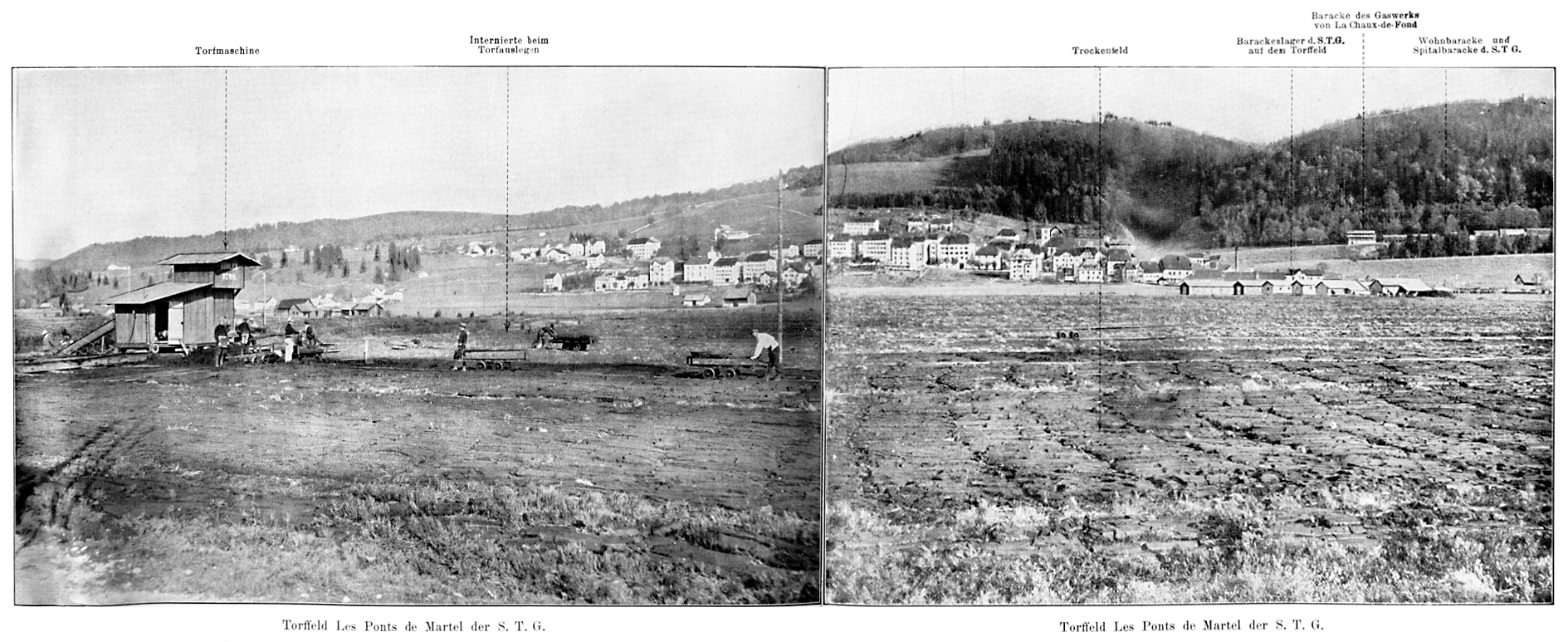
Decauville-Torfbahn im Torffeld der S. T. G., um 1920

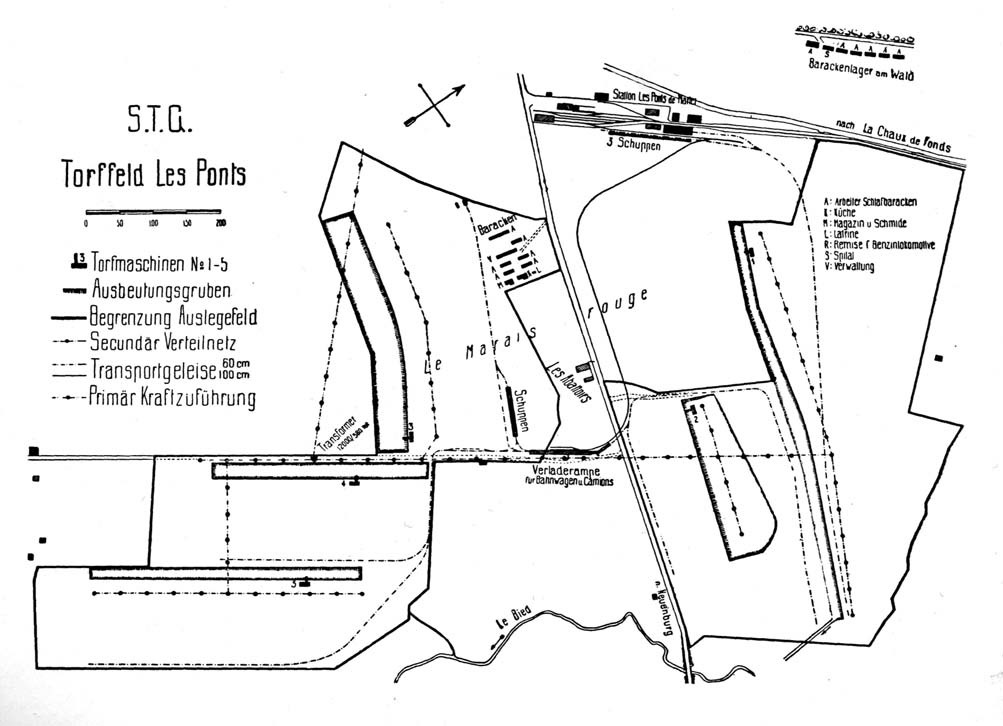
Plan des Torfstichs, 1923

Les Ponts-de-Martel ist das regionale Zentrum des Vallée des Ponts. Das Dorf war lange Zeit hauptsächlich durch die Landwirtschaft geprägt. Ende des 18. Jahrhunderts begann die Industrialisierung des Tales, wobei zuerst die Spinnerei und Spitzenklöppelei eingeführt wurden, vorwiegend in Heimarbeit verrichtet. Nach 1800 fasste die Uhrmacherei Fuss und führte zu einem grossen wirtschaftlichen Aufschwung von Les Ponts-de-Martel.
Ein weiterer wichtiger Erwerbszweig war seit dem 18. Jahrhundert die Torfstecherei in den ausgedehnten Moorgebieten des Hochtals. Torf war besonders während der beiden Weltkriege ein gefragtes Handelsprodukt. Nach der Annahme der «Rothenturm-Initiative» zum Schutz der Moore in der Schweiz hörte die Ausbeutung des Moors auf, das zu einem Naturschutzgebiet erklärt wurde (Tourbière des Ponts-de-Martel).
Heute zählen der Bau von landwirtschaftlichen Maschinen, das Baugewerbe, die Uhrenherstellung und die Fleischverarbeitung zu den Haupterwerbszweigen. Auch die Landwirtschaft spielt noch eine bedeutende Rolle, wobei Viehzucht und Milchwirtschaft überwiegen. Daneben gibt es auch eine Käserei.

## Verkehr
Die Gemeinde liegt an der Kantonsstrasse von Neuenburg über den Pass La Tourne nach Le Locle. Les Ponts-de-Martel ist Endpunkt der meterspurigen Bahnstrecke La Chaux-de-Fonds–Les Ponts-de-Martel, die seit 2012 von den Transports Régionaux Neuchâtelois (transN) betrieben wird. Die am 26. Juli 1889 eröffnete Bahnstrecke verbindet das Vallée des Ponts mit La Chaux-de-Fonds; weitere drei Haltestellen an der Bahnstrecke befinden sich im Strassenzeilendorf Petit-Martel. Zudem wird Les Ponts-de-Martel durch den Postautokurs von Neuenburg nach Le Locle bedient.

## Tourismus
Die Region um Les Ponts-de-Martel und das Vallée des Ponts mit dem Naturschutzgebiet Bois des Lattes sind beliebte Ausflugsziele. Im Winter eignen sich das flache Hochtal und die angrenzenden Jurahöhen optimal für den Langlaufsport.

## Geschichte
Das Vallée des Ponts wurde im 14. Jahrhundert von Emigranten aus dem Kanton Waadt besiedelt, nachdem die Herren von Valangin ihnen eine weitgehende Steuerfreiheit zugesichert hatten. Der Ortsname Les Ponts-de-Martel hat nichts mit Brücken im eigentlichen Sinne zu tun, sondern weist auf die Holzwege und -stege, die angelegt werden mussten, um die Moorgebiete zu überqueren. Martel ist ein Dialektwort für marais (Moor).
Das Gebiet von Les Ponts-de-Martel stand unter der Oberhoheit der Grafschaft Neuenburg. Seit 1648 war Neuenburg Fürstentum und ab 1707 durch Personalunion mit dem Königreich Preußen verbunden. 1806 wurde das Gebiet an Napoleon I. abgetreten und kam 1815 im Zuge des Wiener Kongresses an die Schweizerische Eidgenossenschaft, wobei die Könige von Preussen bis zum Neuenburgerhandel 1857 auch Fürsten von Neuenburg blieben.

## Persönlichkeiten

### Töchter und Söhne der Gemeinde
- Frédéric Guillaume Dufaux (1820–1872), Bildhauer
- Numa Grether (1839–1891), Jurist und Politiker
- Louis Zutter (1865–1946), Turner
- Arnold Grandjean (1890–1961), Radrennfahrer und Unternehmer
- Georges Schneider (1925–1963), Skirennfahrer und Weltmeister

### Weitere Persönlichkeiten
- Jacques-Louis de Pourtalès (1722–1814), Ehrenbürger

## Sehenswürdigkeiten
Les Ponts-de-Martel zeigt das typische Ortsbild eines ehemals durch die Uhrenindustrie geprägten Dorfes. Es besitzt einen schachbrettähnlichen Grundriss mit hangparallelen Strassen und kurzen steilen Querverbindungen. Die kubischen mehrstöckigen Mietshäuser stammen aus der Zeit Ende des 19. und Anfang des 20. Jahrhunderts. Die heutige Pfarrkirche wurde 1844 erbaut.

## Bilder

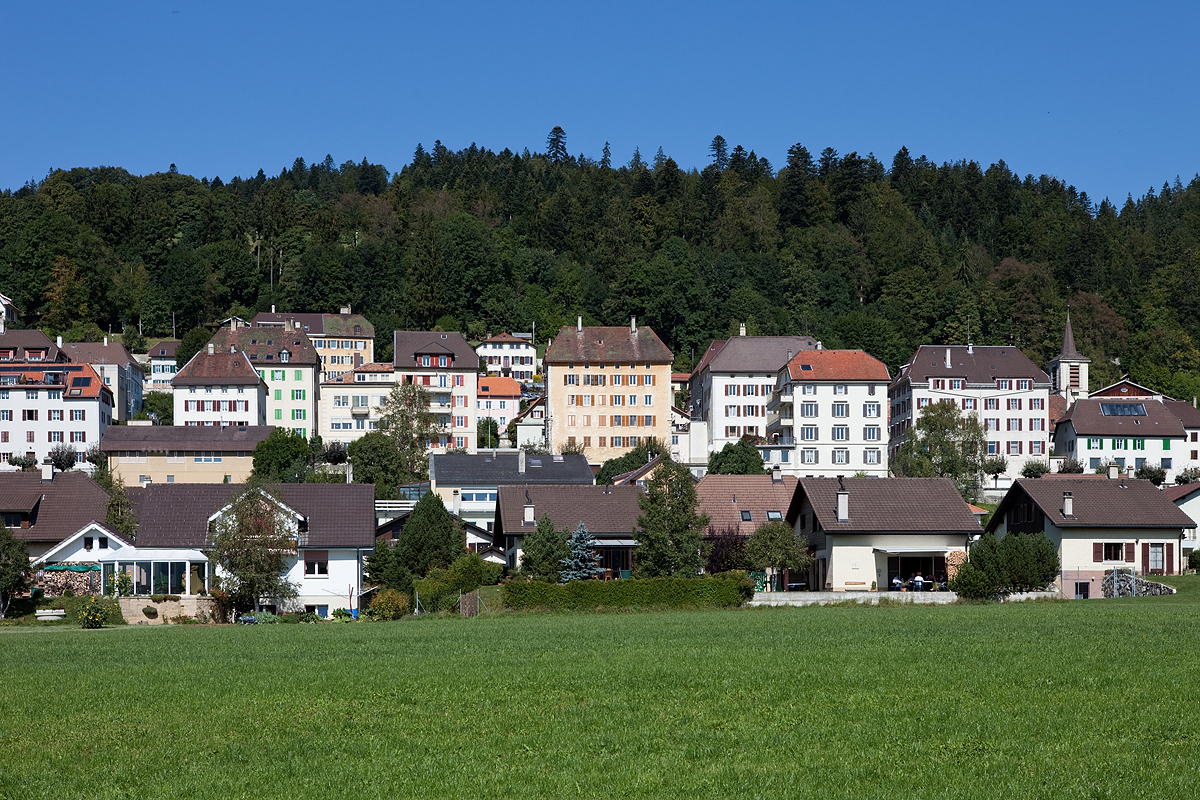
Les Ponts-de-Martel
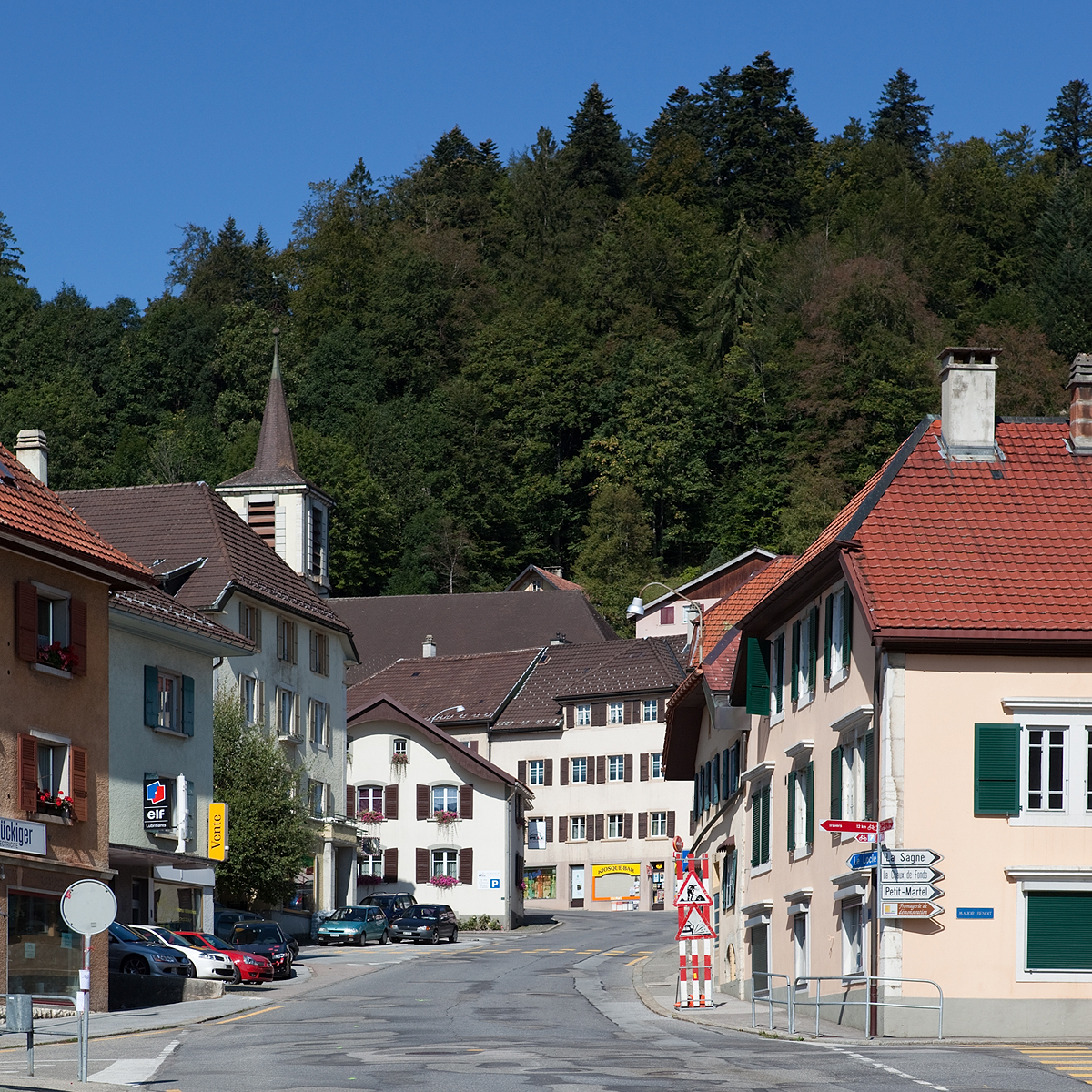
Grande Rue, Centre
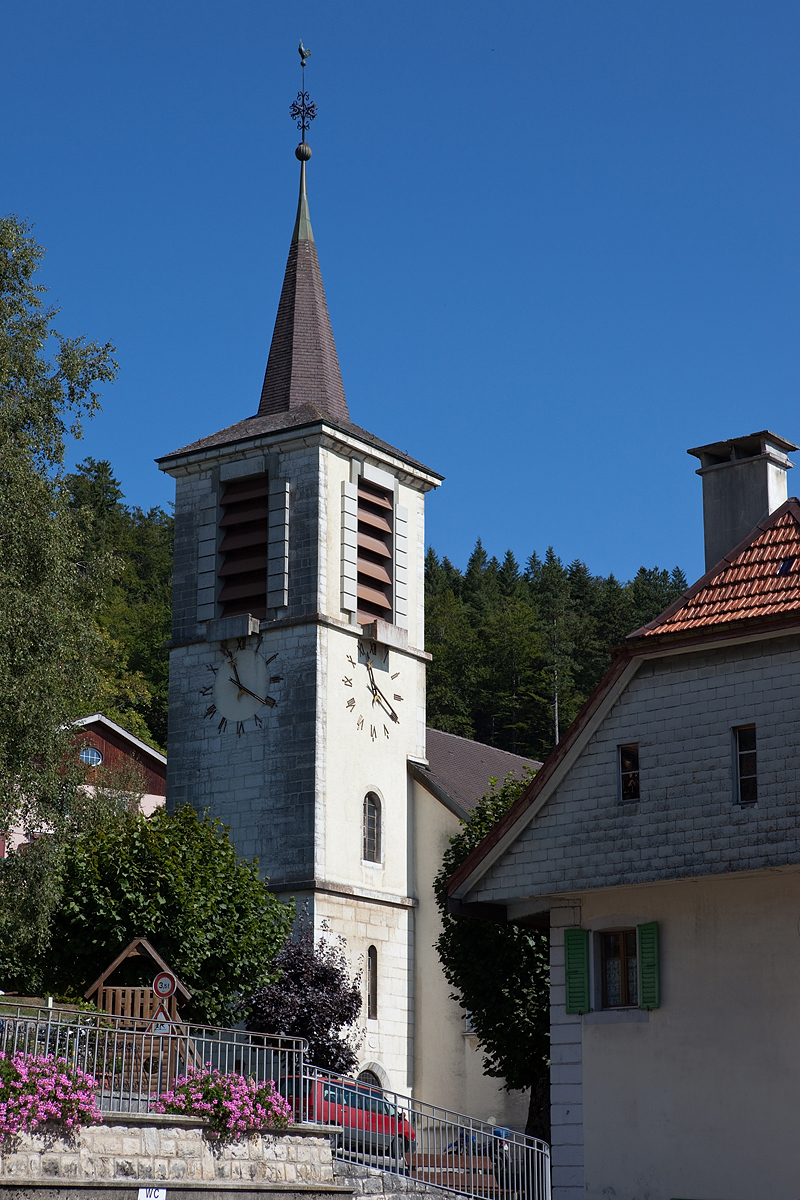
Temple
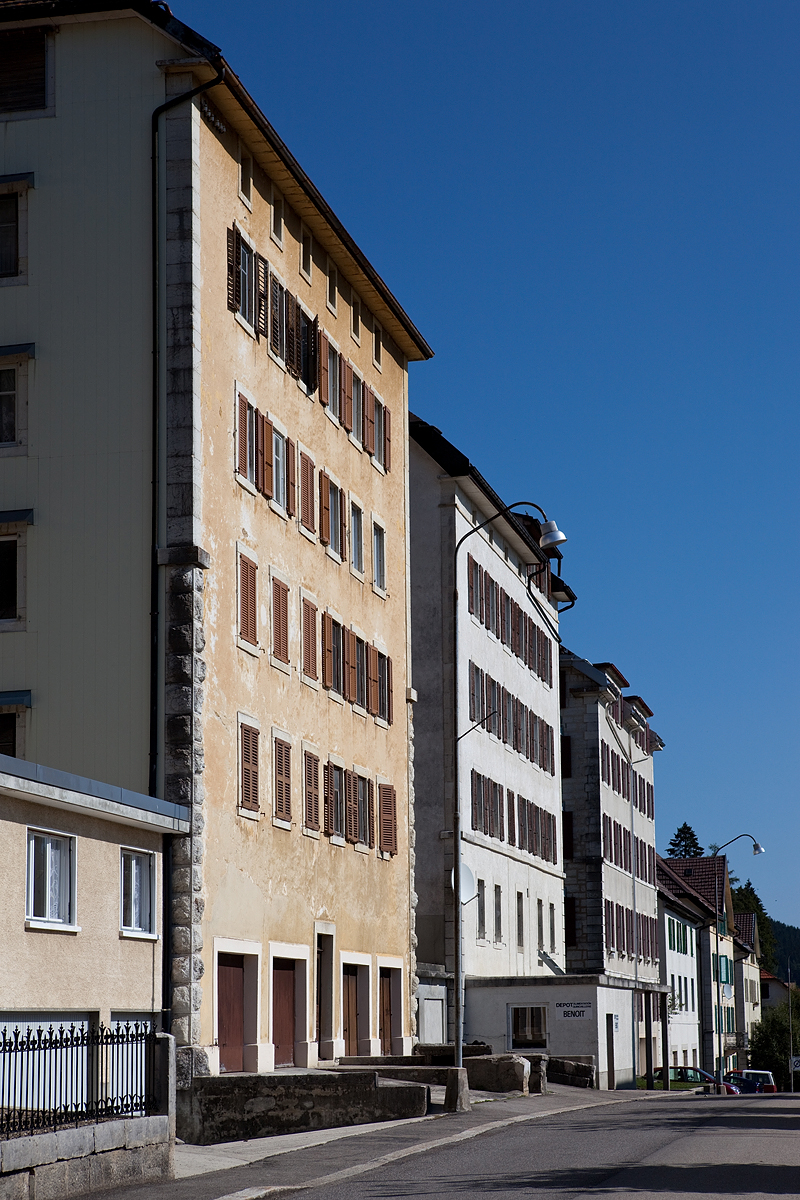
Rue de la Promenade
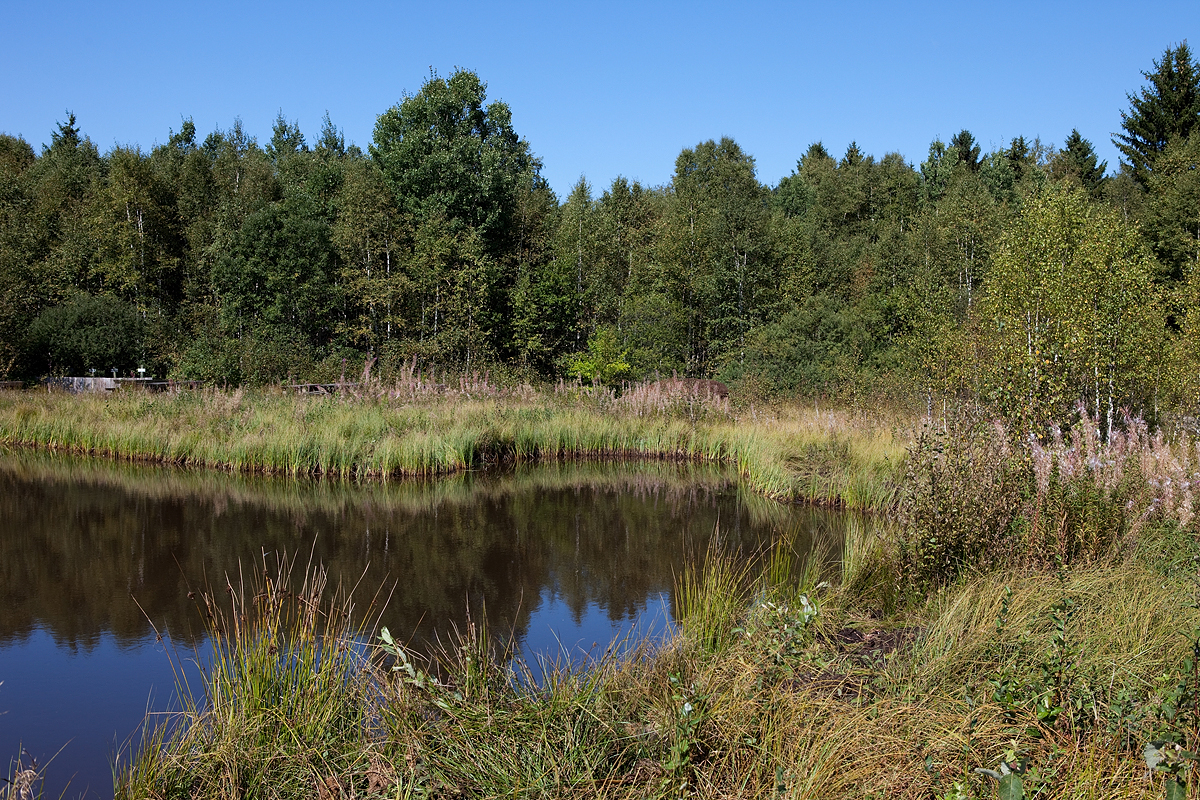
Hochmoor (Tourbière)
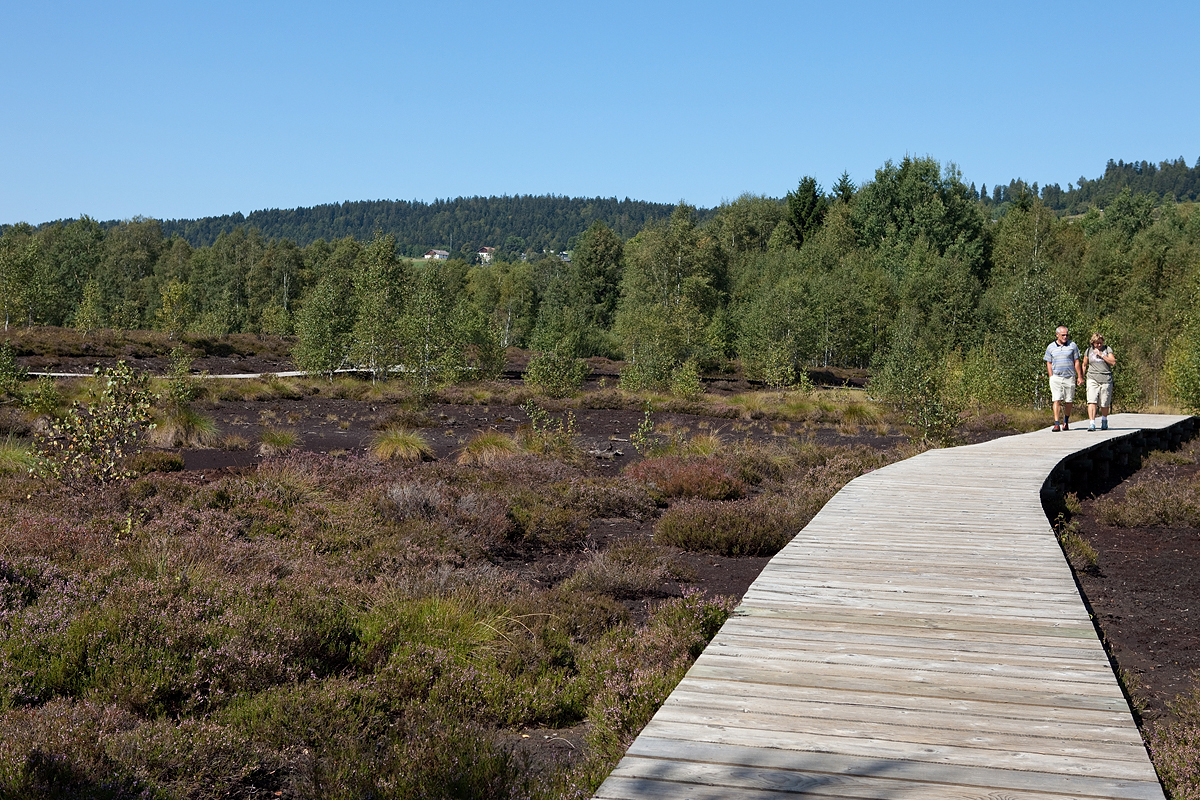
Hochmoor (Tourbière)
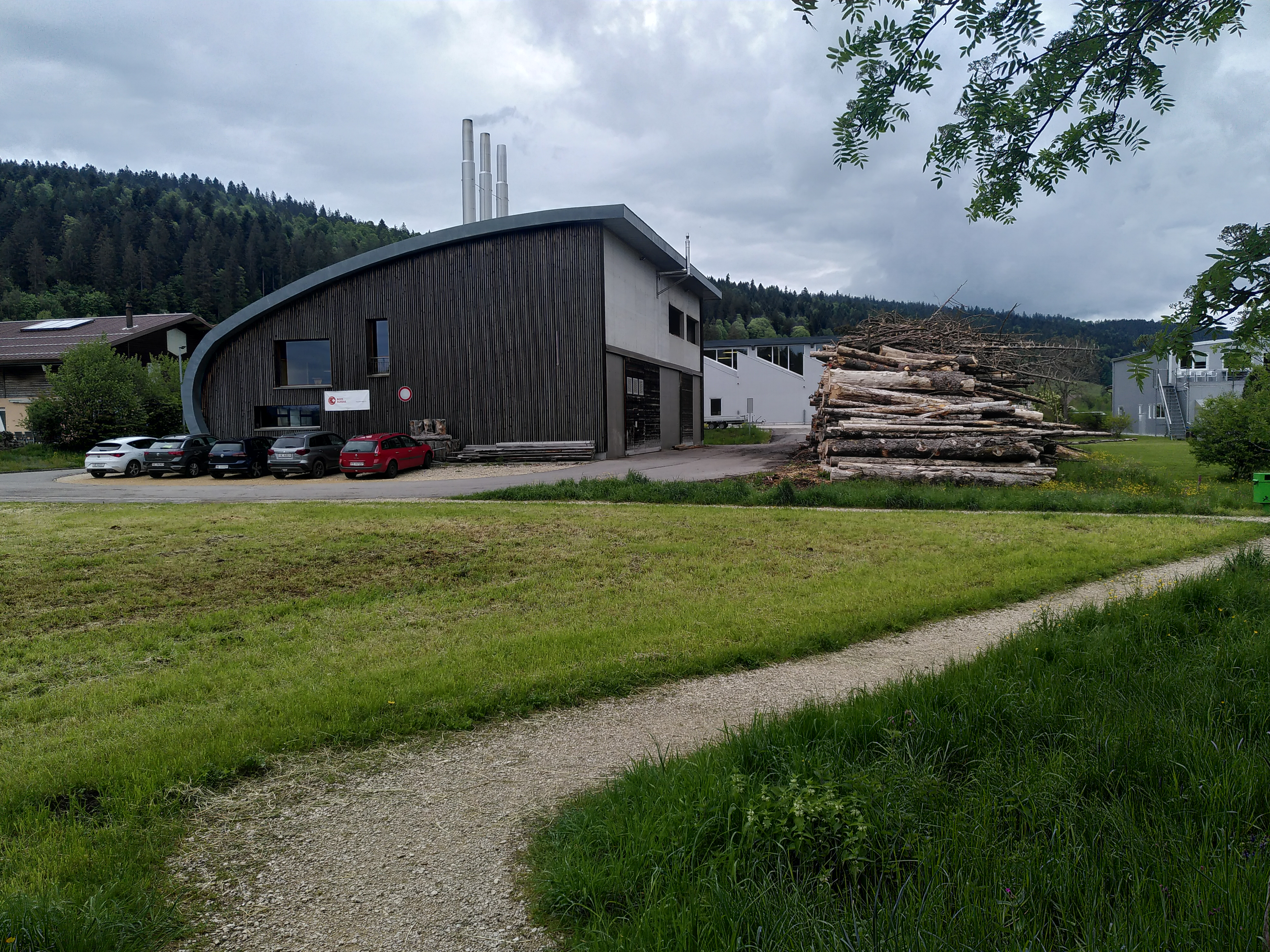
Fernwärme-Heizwerk